# 吉米·劳埃德
吉米·劳埃德（英語：Jimmy Lloyd，1939年7月5日—2013年3月22日），英国男子拳击运动员。他曾代表英国参加1960年夏季奥林匹克运动会拳击比赛，获得一枚铜牌。他于1966年退役。